# بازیل بانتینگ
بازیل چیسمَن بانتینگ (به انگلیسی: Basil Bunting) (زاده ۱ مارس ۱۹۰۰ - مرگ ۱۷ آوریل ۱۹۸۵) از شاعران نوگرای بریتانیایی دوران پس از جنگ جهانی دوم است.
وی در جریان جنگ جهانی دوم در سازمان اطلاعات بریتانیا در ایران خدمت می‌کرد و تا زمان اخراجش توسط دکتر محمد مصدق، در ایران جاسوسی می‌کرد.
او به عنوان خبرنگار مجله تایم به ایران آمد ولی مأموریت اصلی او جاسوسی و ارتباط برقرار کردن با عشایر مرکزی ایران بود که توسط مأموران دولت مصدق شناسایی شد.